# Choerades nathani
Choerades nathani là một loài ruồi trong họ Asilidae. Choerades nathani được Joseph & Parui miêu tả năm 1981.